# Bentleyville (Pensilvânia)
Bentleyville é um distrito localizado no estado norte-americano de Pensilvânia, no Condado de Washington.

## Demografia
Segundo o censo norte-americano de 2000, a sua população era de 2502 habitantes. Em 2006, foi estimada uma população de 2417, um decréscimo de 85 (-3.4%).

## Geografia
De acordo com o United States Census Bureau, o distrito tem uma área de 9,6 km².

## Localidades na vizinhança
O diagrama seguinte representa as localidades num raio de 12 km ao redor de Bentleyville. 